# Viola belophylla
Viola belophylla Boissieu – gatunek roślin z rodziny fiołkowatych (Violaceae). Występuje endemicznie w Chinach – w prowincjach Hunan, Syczuan i Junnan, a także w południowo-wschodniej części Tybetu. 

## Morfologia
PokrójBylina dorastająca do 8–15 cm wysokości, tworzy kłącza.
LiścieBlaszka liściowa ma owalny kształt. Mierzy 2–20 cm długości oraz 1,5–7 cm szerokości, jest karbowana na brzegu, ma sercowatą nasadę i spiczasty lub ostry wierzchołek. Ogonek liściowy jest nagi i ma 2,5–6 cm długości. Przylistki są owalnie lancetowate.
KwiatyPojedyncze, wyrastające z kątów pędów. Mają działki kielicha o kształcie od podługowatego do owalnie lancetowatego i dorastające do 5–7 mm długości. Płatki są odwrotnie jajowate, mają białą barwę oraz 12–13 mm długości, dolny płatek jest odwrotnie jajowaty, mierzy 16-19 mm długości, posiada obłą ostrogę o długości 5-7 mm.
OwoceTorebki mierzące 10 mm długości, o elipsoidalnym kształcie.

## Biologia i ekologia
Rośnie w lasach, na brzegach cieków wodnych i skarpach. Występuje na wysokości od 900 do 3200 m n.p.m.